# Renacimiento FC
Der Renacimiento Football Club ist ein Fußballverein aus Malabo, der Hauptstadt Äquatorialguineas. Der Name Renacimiento bedeutet auf Spanisch Wiedergeburt.

## Geschichte
Der junge, erst 2000 als Abspaltung von Cafe Bank Sportif gegründete, Verein erlebte in den letzten Jahren unter Klubpräsidenten Melchor Esono Edjó einen kometenhaften Aufstieg, zwischen 2004 und 2007 holte man vier Meisterschaften in Folge, und ließ die wesentlich bekannteren Traditionsteams wie Rekordmeister CD Elá Nguema oder auch Atlético Malabo, Akonangui FC und Deportivo Mongomo hinter sich. Für Aufsehen sorgte man international, als man in der CAF Champions League 2006 überraschend die Playoffspiele gegen den ivorischen Klub Africa Sports National und den ebenfalls höher eingeschätzten Verein Stade Malien gewinnen konnte.
Erst im Achtelfinale war gegen den späteren Turniersieger al Ahly Kairo Endstation. Auch hierbei sorgte man aber mit einem 0:0 im Hinspiel gegen den übermächtigen Gegner für Schlagzeilen, gelten doch die Ägypter als eine der stärksten Mannschaften Afrikas. Der Einzug ins Achtelfinale berechtigte Renacimiento zu der weiteren Teilnahme am CAF Confederation Cup, dem Äquivalent zum europäischen UEFA-Pokal. Hier konnte man sich gegen den erneut favorisierten nigerianischen Verein Heartland FC durchsetzen und zog somit in die Gruppenphase der letzten Acht ein, wo man allerdings gegen namhafte afrikanische Teams wie dem späteren Turniersieger Étoile Sportive du Sahel sowie Espérance Sportive de Tunis und FC Saint Eloi Lupopo ausschied. Immerhin konnte man aber einen 3:0-Heimsieg gegen letztere und ein 0:0-Unentschieden gegen Espérance verbuchen.
Nach einer Sperrung durch den Verband startete der Klub 2012 wieder in der zweiten Liga.
Der Klub verfügt auch über eine Frauenfußballmannschaft, die den Namen Águilas Verdes de Aneja Luther Khing trägt.

## Erfolge
- Äquatorialguineascher Meister: 2004, 2005, 2006, 2007